# 6743 Liu
6743 Liu è un asteroide della fascia principale. Scoperto nel 1994, presenta un'orbita caratterizzata da un semiasse maggiore pari a 2,2346196 UA e da un'eccentricità di 0,2064955, inclinata di 8,12199° rispetto all'eclittica.